# Jalalpur (Uttar Pradesh)
Jalalpur – miasto w północnych Indiach w stanie Uttar Pradesh, na Nizinie Hindustańskiej.
Populacja miasta w 2001 roku wynosiła 29 634 mieszkańców.